# Завгородній Георгій Степанович
Завгородній Георгій Степанович (1903–1976) — співробітник каральних органів безпеки СССР, начальник концтаборів у системі ГУЛАГ СССР, зокрема Марковського виправно-трудового табору, генерал-майор (1945).

## Біографія
Народився на станції Кореновській (нині Краснодарський край). Закінчив 5 класів реального училища. З 1920 інструктор-ревізор відділу карткової системи в Краснодарі. З 1921 молодший діловод, політконтролер окрвідділу ОГПУ в Краснодарі. З 1924 помічник уповноваженого ОГПУ Кубанського окрвідділу в Краснодарі. Член РКП(б) з 1926. З 1928 уповноважений Особливого відділу ОДПУ Донецького окрвідділу. З 1930 уповноважений Особливого відділу, уповноважений Секретно-політичного відділу Повноважного представництва ОДПУ Північно-Кавказького краю в Ростові-на-Дону. З 1934 оперуповноважений 1-го відділення Повноважного представництва ОДПУ Азово-Чорноморського краю в тому ж місті. З 1935 начальник 5-го відділення Секретно-політичного відділу УНКВС Азово-Чорноморського краю. З 13 травня 1936 помічник начальника 10-го відділення Секретно-політичного відділу ГУДБ НКВС СРСР. З 24 квітня 1939 начальник 7-го відділення 3-го відділу Головного економічного управління НКВС СРСР. З 19 серпня 1940 начальник Управління виправно-трудових колоній і трудпоселень та заступник начальника ГУЛАГу НКВС СРСР. З 9 листопада 1945 1-й заступник наркома внутрішніх справ Узбецької РСР. З 12 березня до 9 липня 1948 начальник Марковського ВТТ та будівництва Північної водопровідної станції МВС у Московській області. З 4 листопада 1948 заступник начальника УМВС Тамбовської області. З 9 травня 1953 начальник 5-го відділу УМВС Новосибірської області. З 3 липня 1954 року на пенсії.

## Звання
- 22 березня 1936 — лейтенант ГБ;
- 7 червня 1939 — старший лейтенант ГБ;
- 14 березня 1940 — капітан ГБ;
- 13 серпня 1941 — майор ГБ;
- 14 лютого 1943 — полковник ГБ;
- 14 грудня 1943 — комісар державної безпеки;
- 9 липня 1945 — генерал-майор.